# Ткаченко, Владимир Данилович
Владимир Данилович Ткаченко (укр. Володимир Данилович Ткаченко; 8 октября 1943, село Скотарево, Киевская область (ныне — Черкасская область), Украинская ССР, СССР — 31 марта 2007, Харьков, Украина) — советский и украинский учёный-правовед, специалист в области теории государства и права, кандидат юридических наук (1987), профессор (2006), заведующий кафедрой теории государства и права Национальной юридической академии Украины имени Ярослава Мудрого (1993—2006).

## Биография
Владимир Ткаченко родился 8 октября 1943 года в селе Скотарево Шполянского района Киевской области (ныне — Черкасской области). В 1966 году начал обучаться в Харьковском юридическом институте, который окончил в 1970 году. Затем продолжил обучаться в аспирантуре в том же вузе, которую окончил в 1973 году. В тот же период, до октября 1973 года работал в Ольшанской и Гайворонской районных прокуратурах Кировоградской области.
С октября 1973 по 1975 год и с 1978 по 1990 год работал на должностях ассистента и старшего преподавателя на кафедре теории государства и права Харьковского юридического института, а в 1990 году стал доцентом этой кафедры. В 1987 году в Харьковском юридическом институте им. Ф. Э. Дзержинского под научным руководством профессора М. В. Цвика защитил диссертацию на соискание учёной степени кандидата юридических наук на тему «Основные требования социалистической законности в правотворчестве советского государства». Эта работа была выполнена в рамках исследований проводимых научной политико-правовой школой, действовавшей при кафедре теории государства и права. На защите диссертации его официальными оппонентами выступали Е. В. Назаренко и Е. В. Бурлай, а в 1991 году ему было присвоено учёное звание доцента. Владимир Данилович специализировался на изучении проблем верховенства права, законности, правопонимания, демократии, правового государства, а также сферы правового регулирования.
В 1993 году после того как заведующий кафедрой теории государства и права Украинской юридической академии (бывший ХЮИ, с 1995 года — Национальная юридическая академия Украины имени Ярослава Мудрого) Николай Придворов уволился из вуза, новым заведующим был назначен Владимир Ткаченко. В середине 1990-х годов вместе с другими преподавателями кафедры курировал научную работу студентов. Занимался подготовкой молодых учёных, выступал научным руководителем у четырёх соискателей учёной степени кандидата юридических наук. Среди защитивших под его руководством свои диссертации были: И. В. Яковюк (2000), Е. П. Евграфова (2005). Участвовал в написании статей для шеститомника «Юридична енциклопедія», который издавался в 1998—2004 годах. Вместе с профессорами М. В. Цвиком и А. В. Петришиным участвовал от кафедры в написании первого научно-практического комментария академического характера к Конституции Украины 1996 года.
В 2006 году был награждён почётным знаком Министерства образования и науки «Отличник образования Украины» и ему было присвоено учёное звание профессора. В том же году ушёл с должности заведующего кафедрой теории государства и права. Был членом Союза юристов Украины и Президиума Харьковской ассоциации политологов. Владимир Данилович Ткаченко скончался 31 марта 2007 года.